# پمپ شناور

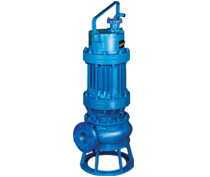
از آنها به طور گسترده ای در پساب، فاضلاب خام، آب طوفان، فاضلاب استفاده می شود.

پمپ‌های شناور (به انگلیسی: Submersible pump) پمپ‌های چند طبقه با محرک الکتریکی مجموعه‌ای است از یک پمپ گریز از مرکز عمودی که جهت پمپاژ آب یا مایعات دیگر از چاه‌های عمیق استفاده می‌شود.

## انواع پمپ شناور
پمپ درون چاهی الکتریکی (ESP) از جمله دیگر این پمپ‌ها می‌باشند که شامل چندین طبقه از پمپ‌های سانتریفوژ می‌باشند و نیروی محرکه خود را از موتور الکتریکی نصب شده در درون چاه دریافت می‌کنند. مورکامی و مینمورا نخستین مطالعه جامع در خصوص تأثیر فاز گازی بر روی عملکرد پمپ‌های دو فاز سانتریفوژ را انجام دادند. اساس بسیاری از تست‌های آزمایشگاهی انجام شده بر روی مخلوط آب و هوا استوار می‌باشد. این تست‌ها اثبات کردند که هد پمپ در حضور فاز گازی کاهش پیدا می‌کند.
مورکامی و مینمورا مشاهده کردند که کاهش هد پمپ در نتیجه الگوی جریان گاز-مایع در قسمت چرخ پمپ می‌باشد. به این ترتیب تغییر در میزان کاهش هد پمپ وابسته به تغییرات الگوی جریان می‌باشد. در تحقیق بعدی که توسط مورکامی و مینمورا انجام شد، این دو به بررسی تأثیرات هندسه چرخ بر روی عملکرد پمپ‌های دو فاز پرداختند.

### پمپ شفت غلافی
در این نوع پمپ سیال پس از پمپ شدن به وسیلهٔ پروانه از طریق لوله‌ای که در اطراف محور قرار دارد به سمت خروجی هدایت می‌شود. در این دسته از پمپ‌ها چنانچه سیال دارای خاصیت روانکاری مناسبی باشد می‌تواند با شفت در تماس باشد اما اگر سیال پمپاژی روانکار مناسبی نباشد باید با ایجاد محفظه‌ای از تماس سیال با شفت جلوگیری کرد. در این حالت باید فضای محفظه و شفت با یک روانکار مناسب پر شود.

### پمپ توربینی
در پمپ‌های توربینی از پروانه‌های جریان مختلط (mixed flow) استفاده می‌شود که در آن سیال موازی محور (shaft) وارد پروانه می‌گردد و به‌طور زاویه دار نسبت به محور از پروانه (impeller) خارج می‌گردد.

### پمپ جریان محوری
در پمپ‌های جریان محوری (axial flow)، یا پمپ‌های ملخی سیال موازی محور (shaft) وارد پمپ می‌گردد و به‌طور موازی نسبت به محور از پروانه (impeller) خارج می‌گردد. در این پمپ بیشتر فشار مایع را نیروی پرتاب پره‌های پروانه (impeller vanes) تأمین می‌کند. این پمپ برای تولید دبی‌های زیاد با ارتفاع کم (high mass flow rate and low heads) کاربرد دارد.

### الکتروپمپ شناور
دراین نوع پمپ‌ها الکتروموتور با پمپ کوپل شده و درون چاه قرار می‌گیرد. داخل الکتروموتور با آب پر می‌شود این آب هم برای روانکاری یاتاقانها و هم برای خنک‌کاری حرارت در سیم‌پیچی داخل الکتروموتور می‌باشد.